# Anders Bergius (konstnär)
Anders Bergius, född 4 januari 1718 i Kristinehamn, död 4 juni 1793 i Köpenhamn, var en svensk konstnär. 
Bergius verkades 1748-1767 som manufaktorist och porträttmålare i Göteborg, överflyttade till Köpenhamn 1767 och till Norge i början av 1770-talet. 1773-76 var han verksam i Bergen som porträttmålare och tavelrestaurator, därefter i Trondheim 1776-78 och i Kristiania 1778-79. 1780 återvände han till Köpenhamn där han sedan verkade fram till sin död.
Som de bästa av hans verk anses de senare, som huvudsakligen finns i Norge. Bergius är representerad vid bland annat Nationalmuseum.